# Рамос (Порторико)
Рамос (шп. Ramos) град је у америчкој острвској територији Порторико, острвској држави Кариба.

## Демографија
По попису из 2010. године број становника је 1.821, што је 183 (-9,1%) становника мање него 2000. године.
| Група             | 2000.         | 2010.         |
| Белци             | 18 (0,9%)     | 11 (0,6%)     |
| Афроамериканци    | 272 (13,6%)   | 371 (20,4%)   |
| Азијати           | 0 (0,0%)      | 0 (0,0%)      |
| Хиспаноамериканци | 1.973 (98,5%) | 1.807 (99,2%) |
| Укупно            | 2.004         | 1.821         |